# Aphelochroa carneipennis
Aphelochroa carneipennis is een keversoort uit de familie mierkevers (Cleridae). De wetenschappelijke naam van de soort is voor het eerst geldig gepubliceerd in 1885 door Quedenfeldt.